# Stig Fyring
Stig Verner Fyring, född 7 december 1934 i Stockholm, död 7 mars 2015 i Stockholm, var en svensk marinmålare, illustratör och krögare.
Stig Fyring var uppväxt på Stora Essingen i Stockholm. Han studerade på Konstfackskolan åren 1956–1960 och arbetade därefter som textilfabrikör och krögare innan han på 1990-talet övergick helt till konstnärlig verksamhet. Fyring arbetade i akvarell, i olja och med stenciler och glaskonst och ofta i blandteknik på drivved, på förpackningar, på segelduk och på bottenplåtar. Han sökte sina motiv främst i skärgården, där han hade släkt på Möja och runt Östersjön, men även annorstädes i marina miljöer i Spanien och på Kanalöarna. Hans målningar tar ofta avstamp i Fyrings tidigare verksamhet som krögare och kombinerar bilder med recept, menyer och med fågelägg eller måltidsdetaljer. Fyring är också känd för kryddat brännvin. Fyrings konst är representerad på Vasamuseet, Sjöhistoriska museet, Skärgårdsstiftelsen och Stockholms läns landsting. Han är begravd på Värmdö kyrkogård.

## Illustrerade publikationer
- Roeck Hansen, Tom (2003). Lotsliv : lotsarna berättar : från Malören till Väderöarna : leder och lotsplatser. Göteborg: Breakwater Publ. Libris 9323660. ISBN 91-974379-6-4
- Barthel, Sven (2010). Från 10 år med Vindfält : 1924-1934 : ett urval av kåserier och berättelser skrivna av Sven Barthel. Sundbyberg: Hydrographica. Libris 12040021. ISBN 978-91-633-6761-8
- Roeck Hansen, Tom (2010). Sven Barthel på Sillö : greven och boden. Sundbyberg: Hydrographica. Libris 12040020. ISBN 978-91-633-6760-1
- Hermansson, Robert (2010). Den långsamme resenären: Strandhugg & strövtåg i Cornwall med omnejd. Stockholm: Carlsson. Libris 11823684. ISBN 978-91-7331-352-0
- Hermansson, Robert (2011). I den blekröda kupolens skugga – dagar & nätter i Florens. Den långsamme resenären. Stockholm: Carlsson. Libris 12134507. ISBN 978-91-7331-442-8
- Nordén, Gösta (2011). Köttsliga lustar och andra fröjder : kulinariska färder i tid och rum. Stockholm: Carlsson. Libris 12051765. ISBN 978-91-7331-399-5
- Hermansson, Robert (2015). I gott sällskap – Om irländsk whiskey & märkliga människor. Stockholm: Carlsson. Libris 17835086. ISBN 978-91-7331-723-8